# Lazzaroni

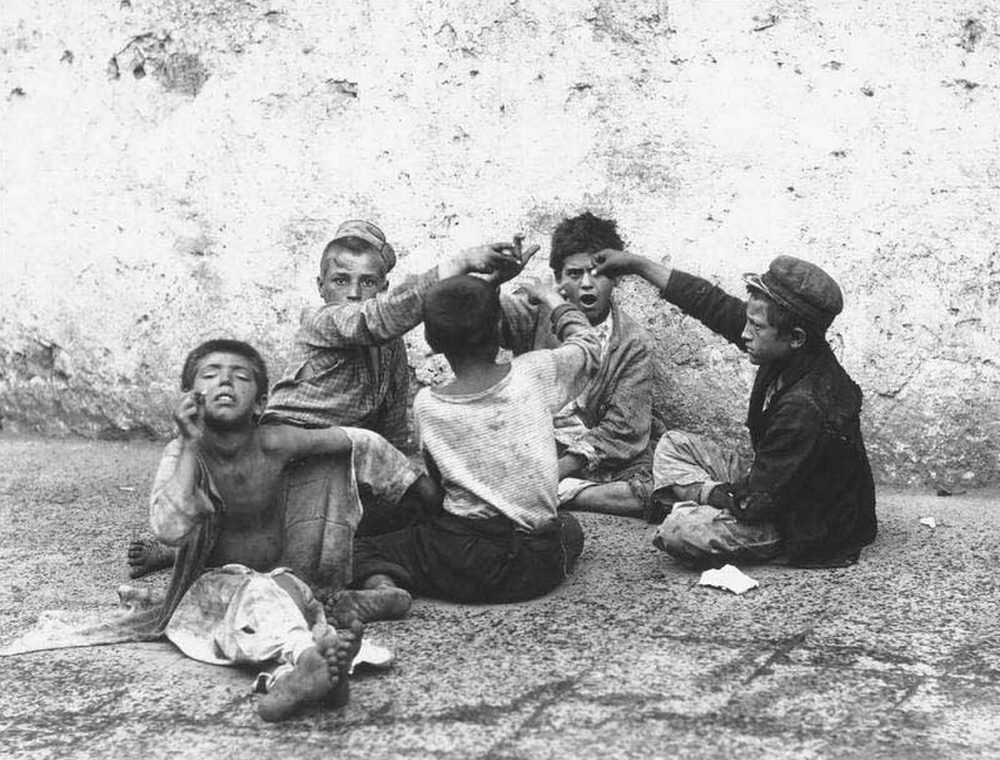
Niños en situación de calle en Nápoles, década de 1890, fotografía de los hermanos Alinari

Lazzaroni (plural de: lazzarone, también: lazzari ) fue un nombre empleado entre los siglos XVII y XIX para designar a una parte de la clase baja de Nápoles. Los lazzaroni no tenían alojamiento ni trabajo propios.
Descritos como "gente de la calle bajo el mando de un jefe", a menudo se los describía como "mendigos", lo que algunos en realidad eran, mientras que otros subsistían en parte gracias al servicio como mensajeros, porteadores, etc.  Nunca se llevó a cabo un censo preciso de ellos, pero los contemporáneos estimaron su número total en alrededor de 60.000, y tuvieron un papel importante en la vida social y política de la ciudad (y del reino del que Nápoles era la capital). Eran propensos a actuar colectivamente como multitudes y turbas y a seguir el ejemplo de los demagogos, siendo temibles en períodos de agitación social.
Gracias a las favorables condiciones climáticas y a la relación privilegiada con el campo circundante, aunque miserable, los lazzaroni lograron sobrevivir sin excesivas preocupaciones por tener que conseguir comida y vestido. A menudo ociosos, se adaptaban a cualquier trabajo que ocasionalmente se les presentaba, sin desdeñar, en ocasiones, cometer algún pequeño robo o engaño y, más a menudo, mendigar. Por esta razón el término "lazzarone", es sinónimo, en el italiano común, de persona perezosa e indolente, o de persona que no es buena.

## Historia

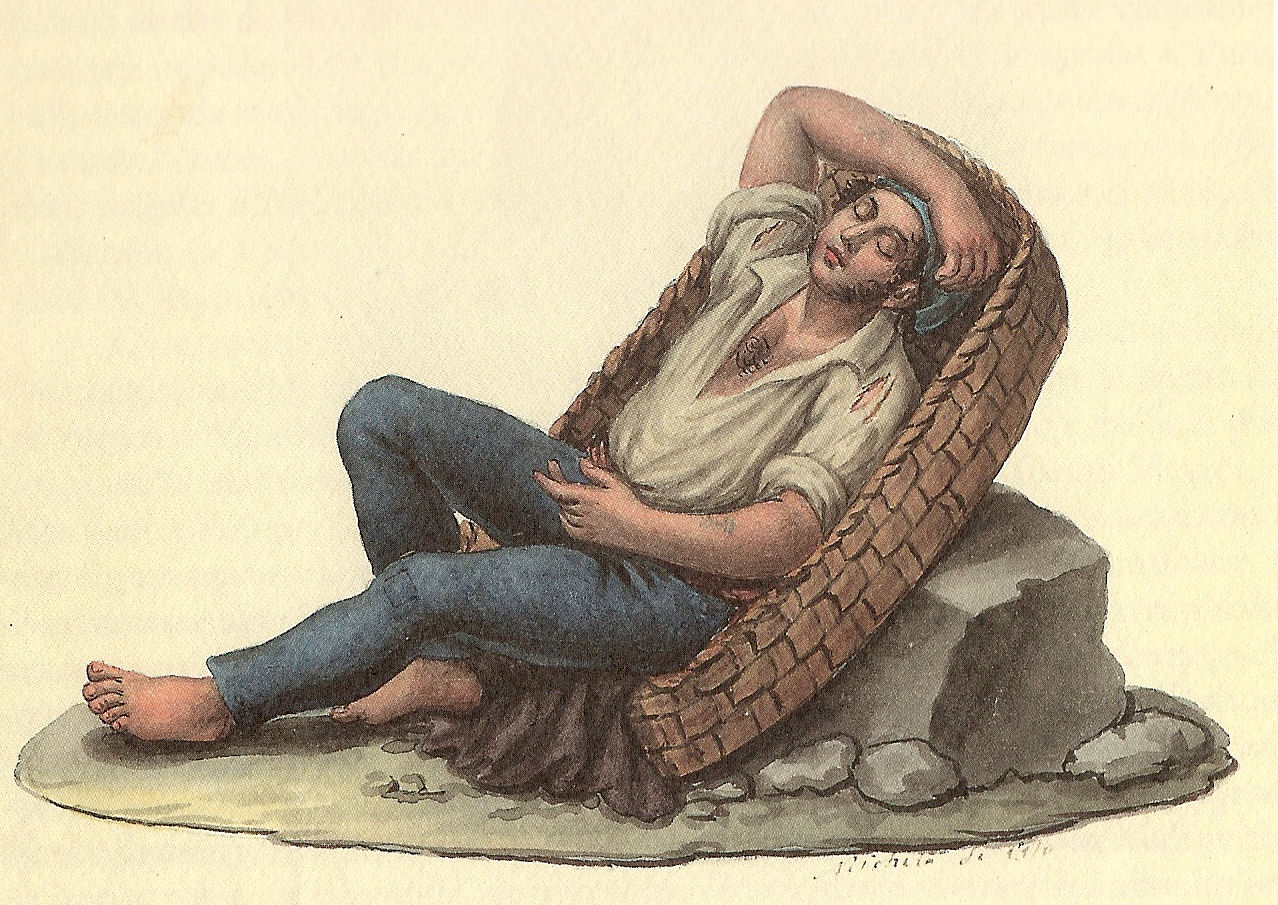
Michela De Vito: El lecho de Lázaro

El nombre lazzari aparece por primera vez en relación con la revuelta de Masaniello de 1647 y se refiere aquí a los residentes de los barrios populares, como el Mercato, a quienes se considera responsables del inicio del levantamiento. En su Journal, escrito durante sus estancias en Italia, Stendhal propuso en 1811 una definición: "La última clase de gente de Nápoles es famosa en toda Europa, bajo el nombre de lazzaroni. Esta palabra proviene de lazzari, nombre que se les daba a causa de su desnudez."  Benedetto Croce supone que la palabra proviene, de la lacería española, que combina los significados de "leproso" y "miseria", o de la parábola del rico epulón y el pobre Lázaro, donde Lázaro quiere comerse las migas de pan de un hombre rico. 
Durante mucho tiempo, las autoridades napolitanas temieron que los "sin vivienda" (como también se les llamaba) pudieran iniciar levantamientos. Por tanto, recibieron ciertos derechos especiales, como por ejemplo el precio del pan subsidiados. Bajo el liderazgo de Tommaso Masaniello, sin embargo, hubo en el siglo XVII un gran levantamiento de los lazzaroni, quienes perdieron rápidamente el poder que habían adquirido.  
En la época de la Revolución francesa, los lazzaroni fueron incondicionalmente monárquicos en su inclinación política (lo diametralmente opuesto a los sans-culottes parisinos contemporáneos), y su violencia colectiva (a veces letal) estaba dirigida contra supuestos simpatizantes republicanos y jacobinos. Por esta razón, los republicanos de entonces y después los desestimaron como "herramientas del gobierno absolutista ".

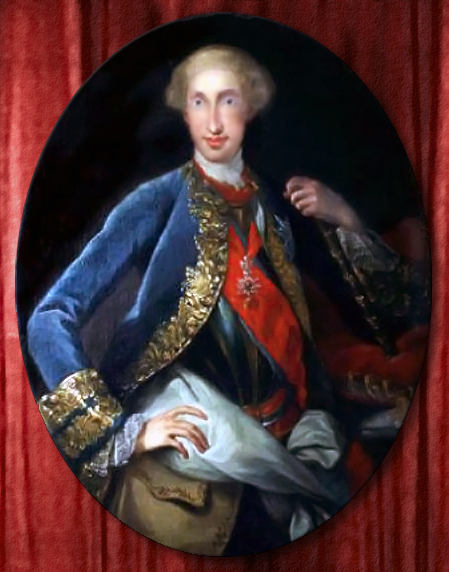
Fernando I. Óleo sobre tela (sec. XVIII). San Severo, Museo cívico.

 Los lazzaroni fueron leales a la casa de Borbón y específicamente a la persona del rey Fernando I de las Dos Sicilias, quien, a diferencia de la mayoría de los monarcas de su época y de otros tiempos, no mantenía una distancia aristocrática sino a quien le gustaba mezclarse entre los lazzaroni, hablaba dialecto y se divertía con ellos. Fernando I pasó a la historia con los nombres de "rey narigón", "rey lazzarone" y "rey bromista", tanto por su morfología nasal, como por su cercanía a los ambientes y comportamientos del pueblo.
Durante las campañas militares francesas de finales de la década de 1790, destinadas a exportar la revolución a Italia (así como a otras partes de Europa), las tropas regulares napolitanas no se distinguieron particularmente del ejército francés. Los lazzaroni, por el contrario, clamaron por provistos de armas e hicieron un valiente esfuerzo para defender la ciudad contra los franceses, a pesar de que la familia real ya había huido a Sicilia. Lucharon en las murallas de Nápoles, ininterrumpidamente, durante tres días, 21, 22 y 23 de enero de 1799. Las fuerzas francesas los abrumaron y miles murieron defendiendo la ciudad. Posteriormente, los lazzaroni se aliaron con las tropas sanfedistas  del cardenal Fabrizio Ruffo que reconquistaron la ciudad entre junio y julio del mismo año, poniendo fin a la experiencia política de la república Partenopea. Sin embargo, algunos líderes lázaros, como Antonio D'Avella conocido como Pagliucchella y Michele Marino (conocido como 'o loco), por oportunismo económico o por otras razones, se unieron a la causa republicana y fueron ahorcados el 29 de agosto de 1799 en la Piazza del Mercato.

En 1799, pero también en 1820 y 1849, los lazzaroni se pusieron del lado de los Borbones gobernantes en la persecución de los liberales.

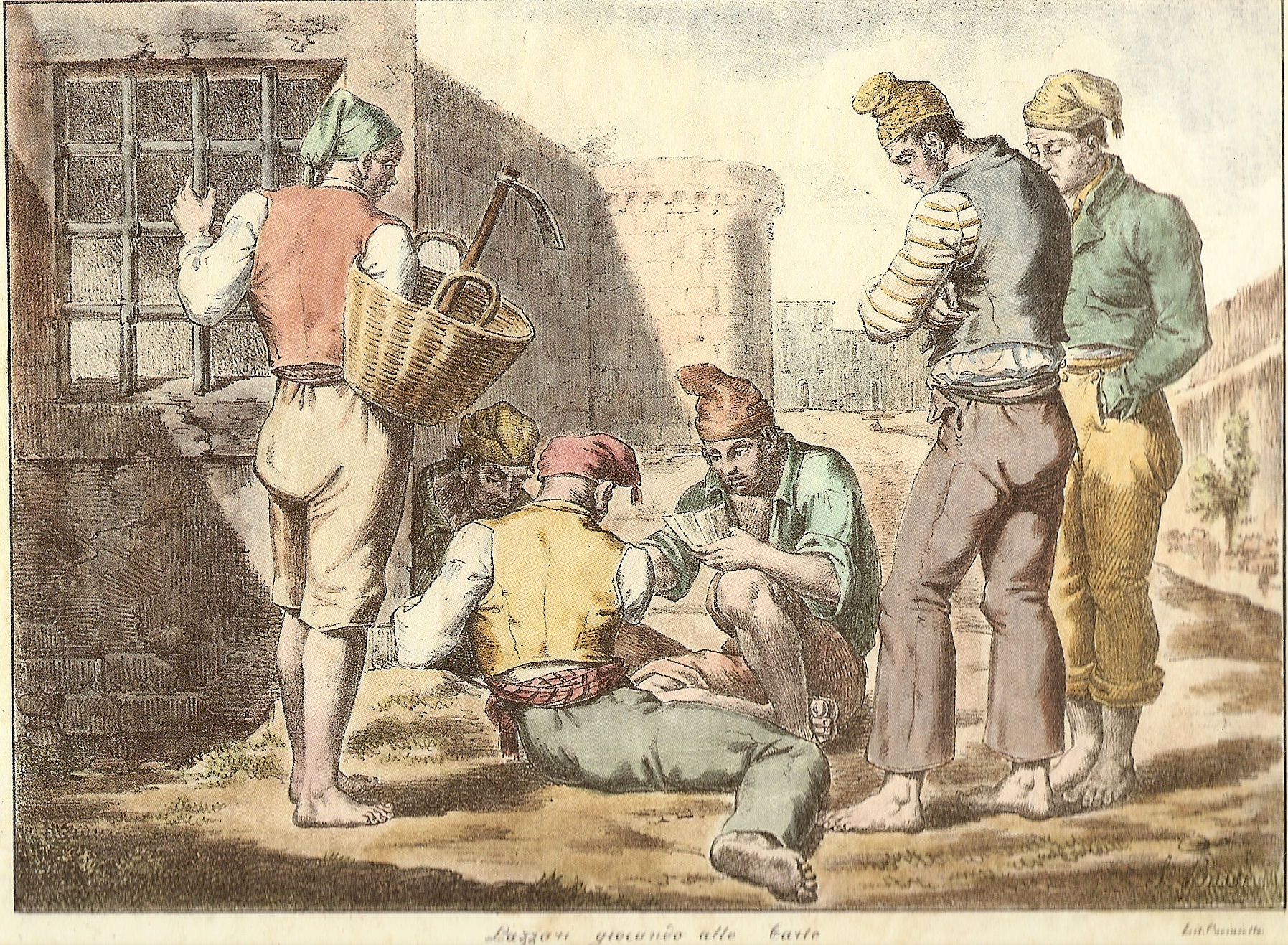
Lazzari jugando a las cartas, 1824

Durante las primeras décadas del siglo XIX, los Borbones perdieron gradualmente el apoyo de los lazzaroni. Esto se hizo evidente en 1860 cuando Garibaldi llegó a la ciudad en el clímax de su campaña por la unificación de Italia.
Como se menciona en muchos informes de testigos presenciales, al entrar en Nápoles después de la huida del rey borbón, Garibaldi recibió una tumultuosa bienvenida por parte de los lazzaroni, al igual que de otros sectores de la población de Nápoles. El periodista Charles Arrivabene escribió en ese momento: "Garibaldi fue acompañado por una gran procesión a lo largo del paseo marítimo hasta Piedigrotta (...) Fue aclamado por pescadores y lazzaroni, y las mujeres gritaron '¡Que la Santísima Virgen esté contigo, Eccellenza!'". Otro observador, Marc Monnier, señaló que "Garibaldi es un santo para los lazzarones. Es Dios quien lo envió para salvar el país. Muchos lo llaman Jesucristo, y sus oficiales son los apóstoles. Se pide limosna en nombre de Garibaldi".

## Descripciones y menciones
Los lazzaroni fueron mencionados en numerosos relatos de viajes sobre Nápoles de los siglos XVIII y XIX. Fueron descritos vívidamente por Goethe en su Viaje a Italia: "El llamado lazarone no está ni un pelo más inactivo que todas las demás clases, pero al mismo tiempo también percibe que cada uno trabaja a su manera no sólo para vivir, sino para disfrutar, e incluso quiere ser feliz en el trabajo [...] Esto explica muchas cosas: que los artesanos estén casi por completo detrás de los países nórdicos; que las fábricas no surjan; que, aparte de los administradores y los médicos, se encuentran pocos conocimientos en relación con la gran masa de personas, por mucho que los hombres merecedores lo intenten en detalle; que ningún pintor de la escuela napolitana fue jamás minucioso y grandioso; que el clero se siente más cómodo en la ociosidad y que incluso los grandes normalmente sólo pueden disfrutar de sus bienes en los placeres sensuales, el esplendor y la distracción."  Johann Joachim Winckelmann también se interesó por ellos.
Georg Wilhelm Friedrich Hegel, los menciona como ejemplo de personas que dependen del azar: "La turba desecha las “bases subjetivas de la sociedad” –la vergüenza y el honor– y, como resultado, se vuelven “descuidados y tímidos para el trabajo […], como los lazzaroni en Nápoles”. Así, pierde fundamentalmente el "hábito de trabajo" y "la necesidad de laboriosidad desaparece" y cede a la "pereza y el despilfarro".
Jacob Moleschott aclaró en sus estudios fisiológicos la forma de vida de los lazzaroni basándose en sus costumbres alimenticias: "¿Quién no conoce las ventajas del trabajador inglés, que se fortalece con su rosbif, frente al lazzarone italiano, cuya dieta predominantemente vegetal explica en gran parte su tendencia a la pereza?" 
Johann Gottlieb Fichte también menciona a los lazzaroni en una nota al margen de los Fundamentos del Derecho Natural (Derecho Constitucional II, §19, G) como ejemplo de personas que básicamente llevan todas sus propiedades sobre el cuerpo en forma de ropa.
Karl Marx consideró que la derrota de las revoluciones de 1848 se debía, además de a la propia debilidad del proletariado, a  "Partes socialmente degradadas de las clases sociales bajas que pueden ser corrompidas por quienes están en el poder y, por lo tanto, actúan pasiva o ambivalentemente en la lucha de clases." y empleó el término "Lazarusschicht" (capa de Lázaro) para designar ese extracto social: la esfera de los pobres, los precarios y los desempleados dentro de la clase trabajadora, así como la relativa superpoblación provocada artificialmente por el capitalismo 
Friedrich Engels escribió también sobre el lumpenproletariado napolitano durante la represión de las revoluciones de 1848 en Nápoles: "Esta acción del lumpenproletariado napolitano decidió la derrota de la revolución. Guardias suizos, soldados napolitanos y lazzaroni se abalanzaron sobre los defensores de las barricadas. Los palacios de la calle Toledo, que habían sido barridos con metralla, se derrumbaron bajo las balas de cañón de las tropas. La frenética turba de vencedores irrumpió en las casas, apuñaló a los hombres, atravesó con lanzas a los niños, violó a las mujeres para luego asesinarlas, saqueó todo lo que encontró a la vista y luego prendió fuego a las viviendas saqueadas. Los lazzaroni demostraron ser los más codiciosos y los suizos los más brutales. Son indescriptibles los viles actos y barbaridades que acompañaron la victoria de los bien armados y cuatro veces más fuertes mercenarios borbónicos y de los siempre sanfedistas lazzaroni sobre la casi destruida guardia nacional de Nápoles." 
En su comedia Leonce y Lena, Georg Büchner narra como Leonce escapa de la terrible ociosidad e inactividad de su existencia queriendo huir a Italia y vivir la vida de un lazzarone. No quiere, de hecho, cambiar su situación, sino que, paradójicamente, huye a Italia y vive allí como un holgazán, como ya hacía anteriormente.